# Roberto Carlos (álbum de 1973)
Roberto Carlos é o décimo terceiro álbum de estúdio do cantor e compositor Roberto Carlos, lançado em dezembro de 1973 pela gravadora Discos CBS. Foi o primeiro disco anual do cantor distribuído ao mercado com apenas 10 faixas, ao invés do padrão habitual de 12 que imperou nas décadas de 1960 e na maior parte da de 70. Uma das possíveis explicações seria a de que incluir mais duas faixas, afetaria a qualidade sonora do disco, já que quanto mais faixas, mais sulcos no vinil se fariam necessários e Roberto teria optado pela qualidade em vez da quantidade. Como de costume, novos sucessos como Proposta e Rotina iam cada vez mais sedimentando a verve romântica que perpetuou o artista em seu confortável trono. Entretanto, Roberto, excepcionalmente, não teve o disco mais vendido no Brasil, apesar das 732.000 cópias certificadas. Ele ficou atrás do grande fenômeno (meteórico) daquele ano, a banda Secos & Molhados, tendo à frente nos vocais o performático Ney Matogrosso. Esta teve a 1ª e a 3ª músicas mais executadas nas rádios em 1973 e a faixa mais bem executada do LP de Roberto Carlos foi Proposta, que ocupou o 15º lugar.

## Histórico
A década de 1970 avançava e Roberto Carlos procurava emular novas possibilidades de falar de amor. Com seu parceiro Erasmo Carlos, ele desenvolveu uma temática inédita e meio mística para a faixa de abertura, A Cigana, a qual fala da súbita paixão do eu lírico por uma misteriosa mulher cigana. Com um arranjo propositalmente Flamenco de Jimmy Haskell, a canção acabou ofuscada por Proposta, a primeira de cunho sexual gravada pelo cantor, cuja letra foi elogiada até por Vinicius de Moraes, segundo o escritor Paulo Cesar de Araújo, na biografia Roberto Carlos em Detalhes. O velho parceiro da época de Jovem Guarda, Getúlio Côrtes, comparecia com a sua Atitudes e o cantor e compositor, Sílvio César, reaparecia num disco de Roberto com sua canção O Moço Velho.
Foi neste disco que uma jovem dupla de compositores-irmãos, Isolda e Milton Carlos, surgiram pela primeira vez num disco do cantor. Os dois enviaram uma fita pelas mãos de Eduardo Araújo, na qual Milton Carlos, um rapaz que na puberdade não mudara de voz, interpretava a canção Amigos, Amigos, a qual Roberto aprovou e resolveu gravá-la, mas imaginando se tratar de uma mulher cantando. Foi a senha para os dois (depois da precoce morte de Milton Carlos, Isolda sozinha) passarem a ser uma constante nos álbuns do cantor nos anos 70. Com sua popularidade cada vez maior nos países hispânicos, Roberto resolveu homenagear a Argentina - o primeiro país a abraçá-lo além do Brasil - gravando um verdadeiro hino da cultura portenha, o clássico El Dia Que Me Quieras, de Carlos Gardel e Alfredo Le Pera, numa versão espetacular. No antigo Lado B do vinil, destaques ainda para o funk Não Adianta Nada, de Fred Jorge, a gospel O Homem, que teria sido psicografada pelo médium Chico Xavier e principalmente, Rotina, uma das mais poéticas composições da dupla Roberto e Erasmo, composta, segundo eles próprios no estilo "cineminha", na qual cada estrofe representa uma espécie de cena.

## Ficha técnica
Fonte: 
- Produzido por Evandro Ribeiro
- Acompanhamento: Banda RC-7 e músicos de estúdio em orquestra sob arranjo de Jimmy Haskell, Jimmy Wisner e Chiquinho de Moraes
- Gravado no estúdio United Recording Producers (Hollyood, USA) entre 17 e 25 de setembro de 1973
- Mixagem e overdubs realizados no estúdio CBS (Rio de Janeiro, RJ) entre 11 e 31 de outubro de 1973
- Direção de Estúdio (NY): W. Minucci
- Técnicos: Matt Hyde, Tim Geelan e B. Scruggs (USA) e, Eugênio de Carvalho, Emiliano Costa Neto e Manoel José Magalhães Neto (RJ)
- Capa:fotos de Armando Canuto

## Faixas
| Nº  | Título                | Composição                    | Arranjo             | Gravação   |
| --- | --------------------- | ----------------------------- | ------------------- | ---------- |
| 1.  | A Cigana              | Roberto Carlos-Erasmo Carlos  | Jimmy Haskell       | 18/09/1973 |
| 2.  | Atitudes              | Getulio Côrtes                | Jimmy Haskell       | 18/09/1973 |
| 3.  | Proposta              | Roberto Carlos-Erasmo Carlos  | Jimmy Wisner        | 24/09/1973 |
| 4.  | Amigos, Amigos        | Isolda-Milton Carlos          | Jimmy Haskell       | 17/09/1973 |
| 5.  | O Moço Velho          | Silvio César                  | Chiquinho de Moraes | 24/09/1973 |
| 6.  | Palavras              | Roberto Carlos-Erasmo Carlos  | Jimmy Wisner        | 18/09/1973 |
| 7.  | El Dia Que Me Quieras | Carlos Gardel-Alfredo Le Pera | Jimmy Wisner        | 25/09/1973 |
| 8.  | Não Adianta Nada      | Fred Jorge                    | Jimmy Haskell       | 25/09/1973 |
| 9.  | O Homem               | Roberto Carlos-Erasmo Carlos  | Jimmy Haskell       | 17 e 18/09 |
| 10. | Rotina                | Roberto Carlos-Erasmo Carlos  | Chiquinho de Moraes | 24/09/1973 |

## Certificações e vendas
| Região                                                       | Certificação | Unidades/vendas |
| ------------------------------------------------------------ | ------------ | --------------- |
| Brasil (PMB)                                                 | Diamante     | 1,000,000‡      |
| ‡vendas+valores de streaming baseados apenas na certificação |              |                 |